# Luis Carlos Delgado
Luis Carlos Delgado Peñón (Venadillo, Tolima, 9 de junio de 1947) es un político e ingeniero industrial colombiano. Fue Alcalde de Ibagué en dos oportunidades y Gobernador de Tolima por el Partido Liberal Colombiano.

## Biografía
Es Ingeniero Industrial de la Universidad Tecnológica de Pereira y Especialista en Alta Gerencia de la Universidad de los Andes. Adelantó estudios de Postgrado en Administración para el Desarrollo en Brasil; de Cooperación e Integración para América Latina y Estudios en Ciencias Administrativas y Reforma Administrativa en el sector Público en México.
Delgado Peñón está casado con la periodista María Elsy Morales Feria. Es padre de cinco hijos: Andrea del Pilar, Gabriela, Paula María, Carlos José y Claudia Milena.

### Trayectoria Política
Ha sido concejal de varios municipios del norte del departamento del Tolima. Fue nombrado como Alcalde de Ibagué por decreto en dos ocasiones (1973-1975). Gobernador del Tolima por encargo bajo la presidencia de Julio César Turbay, Gerente de la entonces Teletolima, entregó el servicio modernizado, con red digitalizada, de las mejores centrales telefónicas de Latinoamérica. Representante a la Cámara y Senador de la República de Colombia. Bajo su liderazgo e iniciativa como Congresista se aprobó la ley 851 de 2003, en donde el Festival Folclórico Colombiano, el Festival de la Música y el Concurso Nacional de Duetos se convirtieron en Patrimonio Cultural y Artístico de la Nación.
Propició espacios de proyección para el crecimiento rural apoyando obras de conexión viable, funcional y oportuna de los puntos periféricos con las zonas centrales, susceptibles de progreso y dinamismo moderno. En la discusión y tramitación de diversos proyectos sociales, su tarea en el Senado y en la Cámara de Representantes logró avizorar para el departamento el aval cultural como piedra propulsora de desarrollo. Su conocimiento de la problemática económica regional le llevó igualmente a liderar espacios de debate frente a la confiabilidad, la transparencia y la competitividad en el manejo de los recursos públicos.
Como gerente de la Fábrica de Licores del Tolima, impuso un récord de ventas que superó las 6 millones de botellas anuales de aguardiente alcanzando la máxima capacidad de producción de la factoría. Este logro nacional permitió importantes recursos para la salud y la educación. En su permanencia como Director de Planeación del Municipio, a través del programa que se denominó: “Ibagué sin Tugurios”  se consiguió la pavimentación total de las diferentes vías de transporte público durante la administración de Augusto Vidal Perdomo.
Con el propósito de mejorar la comunicación de los centros de producción y centros de consumo, abrió nuevas vías en la zona sur, norte y oriente del Tolima en trabajo articulado con el Comité de Cafeteros, durante su gestión como Secretario de Obras Públicas del Departamento.